# Elaphropus rubricauda
Elaphropus rubricauda är en skalbaggsart som beskrevs av Thomas Casey. Elaphropus rubricauda ingår i släktet Elaphropus och familjen jordlöpare. Inga underarter finns listade i Catalogue of Life.